# 多刺新园蛛
多刺新园蛛（学名：Neoscona polyspinipes）为园蛛科新园蛛属的动物。在中国大陆，分布于湖南、湖北等地。该物种的模式产地在湖南、湖北。